# 台湾雀稗
台湾雀稗（学名：Paspalum formosanum）为禾本科雀稗属下的一个种。

## 扩展阅读
- 維基物種上的相關：台湾雀稗